# إيفنينغ (أركنساس)
إيفنينغ (بالإنجليزية: Evening Shade, Arkansas)‏ هي بلدة أمريكية تقع في الولايات المتحدة في مقاطعة شارب، أركنسو. يقدر عدد سكانها بـ 432 نسمة، ومساحتها 4.1 كم2 وترتفع عن سطح البحر 143 متر.

## التركيبة السكانية
حدّد مكتب تعداد الولايات المتحدة بيانات التركيبة السكانية لإيفنينغ في تعداد الولايات المتحدة. في ما يلي، التركيبة السكانية حسب تعدادي 2000 و2010.

### تعداد عام 2000
بلغ عدد سكان إيفنينغ 465 نسمة بحسب تعداد عام 2000، وبلغ عدد الأسر 204 أسرة وعدد العائلات 137 عائلة مقيمة في المدينة. في حين سجلت الكثافة السكانية 107.9 نسمة لكل كيلومتر مربع (279.5/ميل2). وبلغ عدد الوحدات السكنية 244 وحدة بمتوسط كثافة قدره 56.6 لكل كيلومتر مربع (146.6/ميل2).
وتوزع التركيب العرقي للمدينة بنسبة 98.49% من البيض و1.51% من عرقين مختلطين أو أكثر و0.22% من الهسبانيون أو اللاتينيون من أي عرق.
بلغ عدد الأسر 204 أسرة كانت نسبة 32.8% منها لديها أطفال تحت سن الثامنة عشر تعيش معهم، وبلغت نسبة الأزواج القاطنين مع بعضهم البعض 53.9% من أصل المجموع الكلي للأسر، ونسبة 10.3% من الأسر كان لديها معيلات من الإناث دون وجود شريك، بينما كانت نسبة 2.9% من الأسر لديها معيلون من الذكور دون وجود شريكة وكانت نسبة 32.8% من غير العائلات. تألفت نسبة 31.9% من أصل جميع الأسر من عدة أفراد يعيشون في نفس المنزل ونسبة 17.2% كانت تتألف من شخص يعيش بمفرده يبلغ من العمر 65 عاماً أو أكثر. وبلغ متوسط حجم الأسرة المعيشية 2.28، أما متوسط حجم العائلات فبلغ 2.88.
بلغ العمر الوسطي للسكان 40.2 عاماً. وكانت نسبة 25.2% من القاطنين تحت سن الثامنة عشر، وكانت نسبة 6.7% بين الثامنة عشر والرابعة والعشرين عاماً، ونسبة 25.2% كانت واقعةً في الفئة العمرية ما بين الخامسة والعشرين والرابعة والأربعين عاماً، ونسبة 24.9% كانت ما بين الخامسة والأربعين والرابعة والستين، ونسبة 18.1% كانت ضمن فئة الخامسة والستين عاماً فما فوق. يوجد لكل 100 أنثى 86.0 ذكر، ويوجد لكل 100 أنثى في الثامنة عشر من عمرها فما فوق 84.1 ذكر.
بلغ متوسط دخل الأسرة في المدينة 24,500 دولارًا، أما متوسط دخل العائلة فبلغ 31,111 دولارًا. وكان متوسط دخل الذكور 23,958 دولارًا مقابل 15,833 دولارًا للإناث. وسجل دخل الفرد الخاص بالمدينة 13,662 دولارًا. وكانت نسبة 8.1% من العائلات ونسبة 10.9% من السكان تحت خط الفقر، وكان من هؤلاء نسبة 8.3% تحت سن الثامنة عشر ونسبة 23.2% في الخامسة والستين من العمر وما فوق.

### تعداد عام 2010
بلغ عدد سكان إيفنينغ 432 نسمة بحسب تعداد عام 2010، وبلغ عدد الأسر 178 أسرة وعدد العائلات 128 عائلة مقيمة في المدينة. في حين سجلت الكثافة السكانية 100.2 نسمة لكل كيلومتر مربع (259.5/ميل2). وبلغ عدد الوحدات السكنية 222 وحدة بمتوسط كثافة قدره 51.5 لكل كيلومتر مربع (133.4/ميل2).
وتوزع التركيب العرقي للمدينة بنسبة 96.76% من البيض و1.85% من الأمريكيين الأفارقة و0.69% من الأمريكيين الأصليين و0.69% من عرقين مختلطين أو أكثر و0.93% من الهسبانيون أو اللاتينيون من أي عرق.
بلغ عدد الأسر 178 أسرة كانت نسبة 29.2% منها لديها أطفال تحت سن الثامنة عشر تعيش معهم، وبلغت نسبة الأزواج القاطنين مع بعضهم البعض 49.4% من أصل المجموع الكلي للأسر، ونسبة 18.5% من الأسر كان لديها معيلات من الإناث دون وجود شريك، بينما كانت نسبة 3.9% من الأسر لديها معيلون من الذكور دون وجود شريكة وكانت نسبة 28.1% من غير العائلات. تألفت نسبة 20.2% من أصل جميع الأسر من عدة أفراد يعيشون في نفس المنزل ونسبة 11.2% كانت تتألف من شخص يعيش بمفرده يبلغ من العمر 65 عاماً أو أكثر. وبلغ متوسط حجم الأسرة المعيشية 2.43، أما متوسط حجم العائلات فبلغ 2.86.
بلغ العمر الوسطي للسكان 44.6 عاماً. وكانت نسبة 23.1% من القاطنين تحت سن الثامنة عشر، وكانت نسبة 6.5% بين الثامنة عشر والرابعة والعشرين عاماً، ونسبة 21.1% كانت واقعةً في الفئة العمرية ما بين الخامسة والعشرين والرابعة والأربعين عاماً، ونسبة 29.6% كانت ما بين الخامسة والأربعين والرابعة والستين، ونسبة 19.7% كانت ضمن فئة الخامسة والستين عاماً فما فوق. وتوزع التركيب الجنسي للسكان بنسبة 45.8% ذكور و54.2% إناث.